# Groupe Legris Industries
Legris Industries est un groupe industriel diversifié à l'actionnariat principalement familial dont le siège est implanté à Bruxelles. Legris Industries investit dans des entreprises industrielles de taille intermédiaire (ETI) et les aide dans leur développement.

## Histoire
C'est en 1863 que l'histoire de Legris Industries débute avec l'achat par Ambroise Legris, à l'époque tourneur sur cuivre, d'un petit fonds de commerce dans ce domaine. Très vite, le tournage sur cuivre trouve de multiples applications dans la fabrication d'instruments de chirurgie et de divers appareillages équipement notamment des becs de gaz et des chaudières. Au fil du temps, et après la 2e guerre mondiale, la société Legris SA se développe autour des systèmes de raccordement et de robinetterie pour diverses applications industrielles.
À partir des années 1970, elle accélère son développement avec les raccords instantanés pour circuits pneumatiques. L'implantation à Rennes fut décidée en 1977, par le dirigeant de l'époque, Pierre Legris, qui entrevoyait la décentralisation comme une occasion de croissance pour son entreprise.
Les responsables du Groupe Legris cumulèrent rapidement des postes importants au sein du monde patronal breton de l'époque. Pierre Legris fut dans les années 1980 élu à la présidence de l'Union patronale interprofessionnelle d'Ille-et-Vilaine, puis, à partir de 1990, à celle d'Ouest-Atlantique, association ayant pour but de densifier le tissu industriel de l'ouest français. D'autres cadres dirigeants de l'entreprise s'investirent également dans le syndicalisme patronal, à l'instar d'Yvon Jacob, qui fut directeur général, mais également trésorier et vice-président de la CCI de Rennes, avant de mener une liste d'opposition face à Edmond Hervé lors des élections municipales de mars 1989 et devenir député de la deuxième circonscription d'Ille-et-Vilaine de 1993 à 1997.
En 1986, la société familiale Legris SA (née en 1848) donne naissance à un Groupe industriel diversifié en regroupant plusieurs activités industrielles.
En 1987, Legris Industries achète la société Comap (raccords et robinetterie de chauffage) puis Potain (grues de construction) et PPM (grues mobiles) en 1989.
En 1992, Legris Industries acquiert Savoye NSA et Logarithme et créée, au fil des années par acquisitions et par croissance organique, la division Savoye.
En 2001, Potain est cédé au groupe américain Manitowoc.
Après près de 20 ans de cotation, le Groupe Legris Industries se retire de la Bourse en 2004.
En 2006, Legris Industries procède a deux opérations : la cession de Comap au groupe néerlandais Aalberts Industries ; et l'acquisition de Ceric, leader mondial de l'ingénierie pour la fabrication de matériaux de construction.
La Division Clextral (extrusion Bivis pour l’industrie agroalimentaire, la chimie plastique et la pâte à papier) est acquise en 2007 et le groupe Ceric est renommé Keyria.
La Division historique Legris est cédée en octobre 2008 au groupe américain Parker Hannifin En 2009 : les filiales françaises du groupe CERIC sont mises en liquidation judiciaire. et le groupe Keyria est renommé Keller regroupant trois sociétés allemandes et une société italienne.
En 2014, le siège social est transféré de Rennes à Bruxelles.
En 2016 : Legris Industries acquiert la société allemande Schiederwerk (systèmes d'alimentation électrique haute puissance pour différents équipements).
En 2018 : Legris Industries cède Savoye au groupe chinois Noblelift.
En 2019 : Legris Industries acquiert la société italienne Mep Group (solutions de découpe de précision des métaux) et la société espagnole Laulagun Bearings (couronnes d'orientation d'éoliennes)

## Les activités
Legris Industries est composé de cinq activités :
Clextral fournit des équipements intégrant les technologies d’extrusion Bivis et de séchage pour l'industrie agroalimentaire, de la pâte à papier, de la chimie de spécialités et des biomatériaux. Les propriétés de l'extrusion Bivis intéresse notamment les fabricants de papier fiduciaire.
Keller fabrique et installe des usines clés en main pour l'industrie des matériaux de construction.
Laulagun Bearings conçoit et réalise des couronnes d’orientation de grandes dimensions (de 1 à 5 mètres de diamètre) qui équipent aujourd’hui principalement des éoliennes et sont également utilisées dans des équipements d’autres secteurs industriels (matériel de levage et de construction, traitement des eaux…).
Mep Group conçoit et réalise des machines-outils découpant différents métaux (acier, aluminium et autres alliages métalliques).
Schiederwerk fabrique des solutions d'alimentation électrique pour des systèmes d'éclairage haute puissance, des équipements médicaux et des équipements industriels spéciaux.

## Controverse
Le rachat par Legris des grues Potain en 1987 a donné lieu à un procès intenté contre Legris et le Crédit Lyonnais par les héritières Potain, qui s'estimaient spoliées dans cette reprise.